# Tysk Østafrika
Tysk Østafrika var en del af Det tyske koloniimperium. Den omfattede 958 300 km², og udgjorde det område, der i dag er Tanzania, Rwanda og Burundi. Kolonien blev grundlagt i 1884 af opdageren Karl Peters, og erklæret som protektorat af den tyske regering året efter. Samtidig blev det Tyske Østafrikakompagni organiseret for at administrere kolonien.
Under 1. verdenskrig erobrede Storbritannien og Belgien det meste af Tysk Østafrika, med undtagelse af landsbyen Kionga, som blev taget af portugiserne. Efter verdenskrigen blev området opdelt i flere mandatområder, som administreredes af Storbritannien (Britisk Østafrika), Belgien (Ruanda-Urundi, nu Rwanda og Burundi) samt Portugal (Kiongatriangelen, som indgik i Portugisisk Østafrika, nu Moçambique).

## Historie

### Oprettelse
Den drivende kraft bag den tyske kolonisering i det østlige Afrika var Karl Peters, som fik til opgave at tage områder i Afrika i besiddelse i et af ham selv oprettet Tysk Østafrikanske Kompagni (DOAG). Den 10. november 1884 ankom Peters til Zanzibar. Han rejste under falsk identitet for at undgå, at planerne blev afsløret for briterne.
Kort tid efter undertegnedes de såkaldte beskyttelsesaftaler (Schutzverträge) på fastlandet, hvor koloniseringsselskabets krav på landområder blev bekræftede af de lokale afrikanske høvdinge, men hvor indholdet som regel næppe stod dem klart. Ved traktater med lokale høvdinge i 1884 annekterede Peters og hans kompagni landområder på omkring 140.000 km2 omkring Bagamoyo og Dar es-Salaam. Dar es-Salaam blev senere det administrative og kommercielle hovedcenter. Det hele legitimeredes af kejser Wilhelm den 27. februar 1885 ved et beskyttelsesbrev, hvori overtagelsen af områderne retfærdiggjordes. Peters kunne med denne statslige støtte herefter fortsætte overtagelsen af områder i det østlige Afrika.
Zanzibar protesterede, efter som landet havde egne krav på fastlandet, og sendte en protest til den tyske kejser. Samtidig forstærkede man de egne tropper på fastlandet. Tyskland og Bismarck svarede med at sende tropper fra den tyske marine under ledelse af admiral Knorr og tvang sultanen af Zanzibar til at anerkende DOAGs landområder.
Den 29. oktober 1886 fulgte en overenskomst med Storbritannien om landenes områder, interessesfærer, i det østlige Afrika. Man blev enige om Zanzibars suverænitet og om, at Sultanen fik en 100 km lang fastlands-jordstrimmel. Samtidig sikredes havne for tysk regning i Tanganyika. Aftalen trådte i kraft i 1888, men omgående startede en modstand blandt befolkningen langs med kysten under Buschiri bin Salim, det såkaldte araberoprør.

### Modstand
De tyske kolonisatorer mødte gentagne gange modstand fra befolkningens side i de koloniserede områder. Abushiri-oprøret 1888–1891 under Abushiri ibn Salim al-Harthi (alias Buschiri bin Salim) startede lige efter, at tyskerne havde taget kontrollen over Bagamoyo, Dar es-Salaam og Kilwa, og samlede både den arabiske befolkning og de afrikanske stammer langs kysten til modstand i nogle år.
Tysk-Østafrikanske Kompagni brød sammen, og Bagamoyo und Daressalaam kunne beholdes som besiddelser ene ved tilstedeværelsen af tyske marinesoldater. Hermann von Wissmann nedkæmpede oprøret med en hærstyrke bestående af tyske officerer, sudanesere og zulu. Oprørslederen Abushiri ibn Salim al-Harthi blev taget til fange og hængt offentligt i 1889, men modstanden fortsatte efter hans død.

### Tysk besiddelse
Tyskland overtog efter oprøret 20. november 1890 hele forvaltningen, hvor efter kompagniet overgik til at blive et privilegieret handelsforetagende med store plantageanlæg. Tyskland indgik 1890 tillige aftaler med Storbritannien (Helgoland-Zanzibar-aftalen). I forbindelse med denne blev Helgoland tysk lige som Caprivistrimlen (nu en del af Namibia). Tyskland overlod Wituland i nutidens Kenya og opgav sine krav på Uganda til fordel for briterne.
1891 blev Tysk Østafrika som såkaldt beskyttelsesområde (Schutzgebiet) officielt styret af Tyskland. Soldaterne fik den officielle benævnelse beskyttelsestropper. Den første civile guvernør blev Julius Freiherr von Soden. Karl Peters udnæntes til rigskommissær for området ved Kilimanjaro men måtte afgå i 1897 efter anklager om brutalitet. Under guvernøren Eduard von Liebert udkæmpedes yderligere krige for at få kontrol over området.
Hehe-oprøret 1891–1894 under høvdingen Mkwawa i den sydlige del af kolonien, nu Iringa, stilnede af, da tyskerne fik sluttet alliancer med andre klaner i samme område. Mkwawa fortsatte med at føre guerillakrig i nogle år inden, at han blev omringet og begik selvmord i 1898.
Maji Maji-oprøret ("vand vand-oprøret") 1905 under spiritisten Kinjikitile Ngwale blev brutalt nedkæmpet af Gustav Adolf von Götzen, hvilket førte til debat og krav om reformer. Efter oprøret overtog Bernhard Dernburg den koloniale administration og formåede med en mindre hård fremfærd at bygge en fungerende koloni.

### 1. verdenskrig
Under hele 1. verdenskrig var Tysk Østafrika en krigsskueplads. Frem til 1915 kunne de tyske beskyttelsestropper modstå angreb fra briterne i Kenya og endda gå til modangreb. Man kunne tillige forsvare sig mod britisk-indiske tropper i Tanga. I 1916 fik de allierede overtaget i krigen i Østafrika og kunne via Kenya, Belgisk Congo og Nyasaland rykke ind i Tysk Østafrika og trænge de tyske tropper tilbage til den sydlige del af landet.
Efter svære kampe trak Paul von Lettow-Vorbeck med sine tropper sig tilbage til Mozambique, hvor han kæmpede mod de allierede tropper i flere måneder under tilbagetrækningen. De tyske beskyttelsestropper kapitulerede i Nordrhodesia den 25. november 1918. Krigen medførte betydelige lidelser i området: civilbefolkningen led under hungersnød, en Den spanske syge i 1918-1920 samt påtvungen tjeneste for de tyske tropper.

## Tysk Østafrikas guvernører
- 1885–1888 Karl Peters (Reichskommissar)
- 1888–1891 Herrmann von Wissmann (Reichskommissar)
- 1891–1893 Julius Freiherr von Soden
- 1893–1895 Friedrich Radbod Freiherr von Schele
- 1895–1896 Hermann von Wissmann
- 1896–1901 Eduard von Liebert
- 1901–1906 Gustav Adolf von Götzen
- 1906–1912 Georg Albrecht Freiherr von Rechenberg
- 1912–1918 Heinrich Albert Schnee